# الحزب الدستوري الحر
الحزب الدستوري الحر (بالفرنسية: Parti destourien libre) هو حزب سياسي تونسي تأسس في 23 سبتمبر 2013 من قبل رئيس الوزراء السابق حامد قروي تحت اسم الحركة الدستورية، قبل اتخاذ اسمه الحالي في 16 أغسطس 2016. يهدف الحزب إلى الجمع بين مؤيدي التجمع الدستوري الديمقراطي للرئيس السابق زين العابدين بن علي. في 16 أغسطس 2014، قدم الحزب عبد الرحيم الزواري إلى الانتخابات الرئاسية 2014. ويترأسه منذ 16 أغسطس 2016 المحامية عبير موسي.

## الأداء الانتخابي

### الانتخابات الرئاسية
حصل مرشح الحزب، عبد الرحيم الزواري، في الدور الأول من الانتخابات الرئاسية عام 2014 على 701 1 صوت فقط بمعدل 0.08 بالمائة من إجمالي الأصوات وكان في المرتبة قبل الأخيرة. وعام 2019، تحصل مرشحة الحزب عبير موسي لرئاسيات 2019 على 461 135 صوت بنسبة 4.02 بالمائة من الأصوات حيث حلت في المرتبة التاسعة من إجمالي 26 مترشح.

### الانتخابات التشريعية
فاز الحزب في الانتخابات التشريعية 2019 بـ17 مقعدا بالبرلمان واحتل المرتبة الخامسة بحوالي 190 ألف صوت. ثم كون الحزب كتلته بالبرلمان التي تنحى عنها أحد النواب لاحقا لتصبح الكتلة بـ16 نائبا فقط.

### الانتخابات البلدية
يتميز الحزب الدستوري الحر في الانتخابات البلدية ببرامجه الانتخابية المبتكرة والشفافية في العملية الانتخابية، ويسعى لتعزيز دور المرأة وتطوير البنية التحتية والخدمات العامة في البلديات. ويعكس التزامه بتحسين حياة المواطنين وتحقيق النمو الاقتصادي والاجتماعي في البلاد.

## اعتصام كتلة الحزب في البرلمان
بدأت كتلة الحزب الدستوري الحر في البرلمان التونسي والمكونة من 16 نائب بقيادة عبير موسى باعتصام داخل البرلمان احتجاجا على سياسة رئيس المجلس راشد الغنوشي، حيث حالت النائبة موسي وزملاؤها دون إلقاء الغنوشي لكلمة في البرلمان يوم الاثنين 20 يوليو 2020 خلال افتتاح جلسة كانت مخصصة للإعلان عن إطلاق الاستراتيجية الوطنية للحوكمة ومكافحة الفساد. وردد نواب الدستوري الحر هتافات معادية لحركة النهضة ورفعوا شعارات من قبيل «لا للإرهاب بمجلس النواب». وطالبوا بإجراءات لمنع من اعتبروهم «دعاة العنف والإرهاب من دخول مجلس نواب الشعب».
قوبلت عبير موسي باتهامات من قبل سياسيين وبرلمانيين تونسيين، بأنها ممولة ومدعومة من الإمارات العربية المتحدة وتقوم بتنفيذ أجندات خارجية.